# الإمتياز البروسي من ثلاث درجات

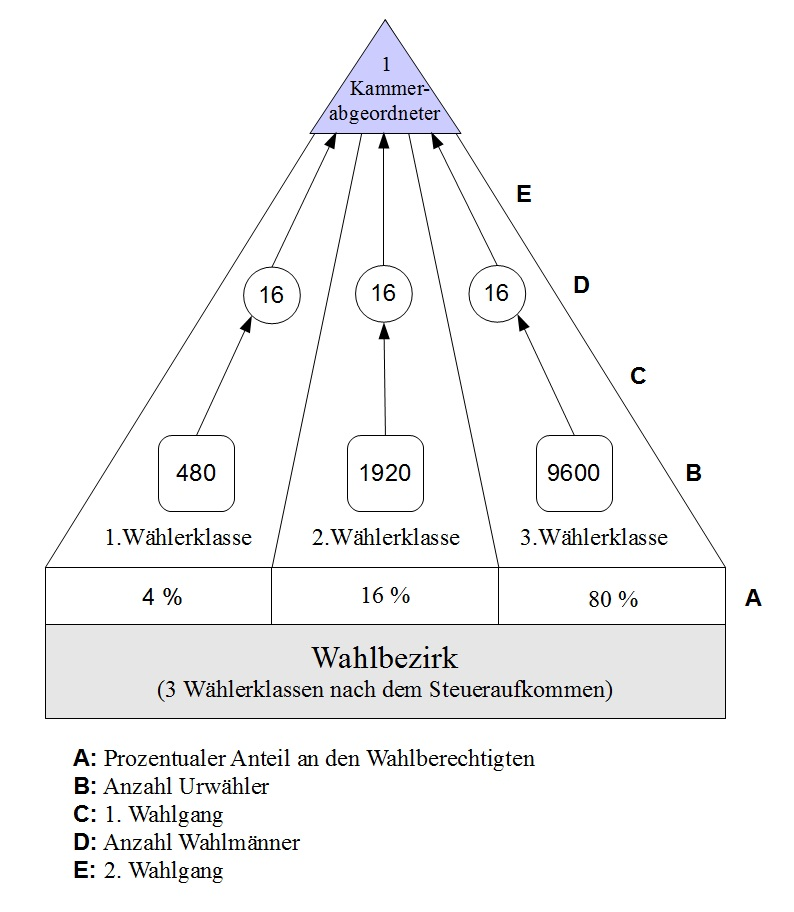

نظام الامتياز من ثلاث درجات (بالألمانية: Dreiklassenwahlrecht)‏  كان نظامًا انتخابيًا غير مباشر تم استخدامه من عام 1848 إلى عام 1918 في مملكة بروسيا، ولمدد أقصر في ولايات ألمانية أخرى. تم تجميع الناخبين في ثلاث فئات مثل أن أولئك الذين دفعوا معظم الضرائب شكلوا الفئة الأولى، وأولئك الذين دفعوا الأقل شكلوا الطبقة الثالثة، وكان إجمالي الإيرادات الضريبية لكل فئة متساويًا. انتخب الناخبون في كل فئة على حدة ثلث الناخبين ( Wahlmänner ) الذين صوتوا بدورهم للممثلين. وهكذا كان شكلاً من أشكال التوزيع حسب الطبقة الاقتصادية بدلاً من المنطقة الجغرافية أو السكان. 

## التاريخ
تم إدخال النظام من قبل حكومة فريدريك ويليام الرابع من بروسيا في 30 مايو 1848 بعد ثورة تلك السنة. فقط الرجال الذين تزيد أعمارهم عن 21 عامًا مؤهلون للتصويت. تم إجراء التصويت المباشر شفويا في الأماكن العامة - لم يكن هناك اقتراع سري. في عام 1849 شكلت الطبقة الأولى 4.7 ٪ من السكان ، والفئة الثانية 12.7 ٪ والطبقة الثالثة 82.6 ٪ من السكان. هذا التوزيع يعني أن كل تصويت من الدرجة الأولى كان له تأثير 17.5 مرة على نتائج انتخابهم من كل تصويت من الدرجة الثالثة. كما تم استخدام نظام امتياز من ثلاث درجات للانتخابات المحلية في أجزاء من بروسيا. في إحدى الحالات ، ساهم الصناعي ألفريد كروب كثيرًا في الإيرادات الضريبية لإيسن لدرجة أنه كان العضو الوحيد في الدرجة الأولى في تلك المنطقة. 